# Minotaur-C
Il Minotaur-C, precedentemente conosciuto come Taurus o Taurus XL, è un lanciatore a combustibile solido a quattro stadi costruito negli Stati Uniti da Orbital Sciences Corporation, ora Orbital ATK.
Si basa sul lanciatore Pegasus dello stesso produttore.
Può trasportare un carico di 1.350 kg in orbita terrestre bassa.
Fu lanciato per la prima volta nel 1994 e completò sei delle nove missioni militari e commerciali. 
Tre degli ultimi quattro lanci sono falliti.